# NGC 5595

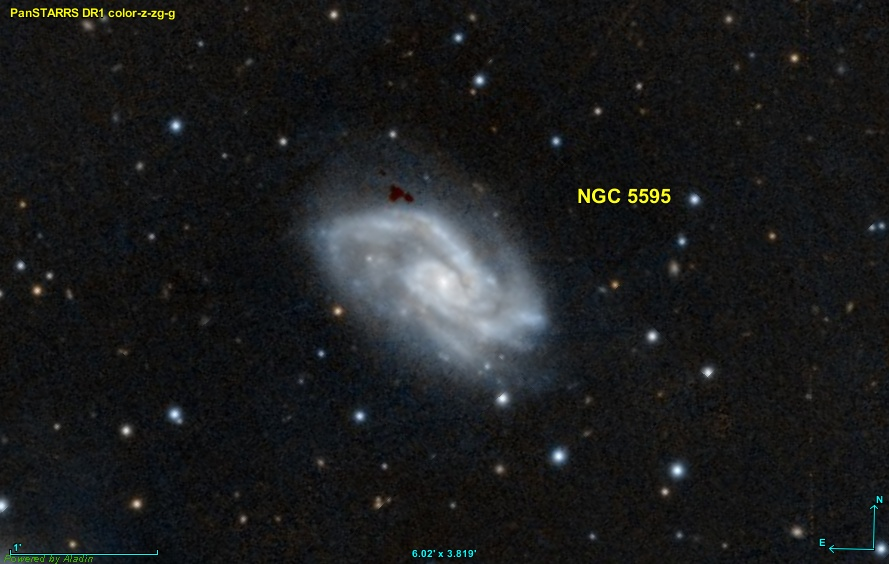

NGC 5595 (również PGC 51445) – galaktyka spiralna z poprzeczką (SBc), znajdująca się w gwiazdozbiorze Wagi. Odkrył ją William Herschel 14 maja 1784 roku.